# 塩ノ沢温泉 (茨城県)
塩ノ沢温泉（しおのさわおんせん）は、茨城県久慈郡大子町（旧国常陸国）にある温泉。山田塩ノ沢温泉の別名も持つ。

## 泉質
- 炭酸水素塩泉
  - 源泉温度19℃

痔に対する効能があるとされる。

## 温泉街
国道461号から入った一本道の終点の山間に、一軒宿である「塩の沢温泉旅館」が存在していた。現在は廃業している模様である。

## アクセス
- 鉄道 : 水郡線常陸大子駅よりタクシーで約15分